# Alyssum patulum
Alyssum patulum är en korsblommig växtart som beskrevs av Auguste Nicolas Pomel. Alyssum patulum ingår i släktet stenörter, och familjen korsblommiga växter. Inga underarter finns listade i Catalogue of Life.